# Когукчхон
Когукчхон (кор. 고국천, 故國川, Gogukcheon, Kogukch'ŏn; пом. 197) — корейський ван, дев'ятий правитель держави Когурьо періоду Трьох держав.

## Біографія
Був другим сином вана Сінтхе. Попри те, що первинно спадковим принцом був старший син Сінтхе, Ко Балджі, більшість придворної знаті підтримувала саме Когукчхон, тому 176 року його було проголошено спадкоємцем престолу.
180 року ван одружився з пані Ю, дочкою одного з провінційних володарів, тим самим ще більше зміцнивши центральну владу. Після смерті Когукчхона Ю вийшла заміж за його брата й наступника, тхевана Сансана. 191 року Когукчхон придушив заколот, підбурений однією з аристократичних родин Когурьо.
184 року Когукчхон відрядив свого молодшого брата для здійснення нападу на Хань. 191 року ван започаткував систему відбору на державні посади талановитих людей з усієї країни не за походженням.
Когукчхон переймався підвищенням рівня життя селян, зокрема 194 року він запровадив систему отримання позик на закупівлю зерна. Та система дозволяла людям позичати зерно з березня до липня й розраховуватись у жовтні. Дієвість системи підтверджується тим, що вона проіснувала понад тисячу років у корейських та китайських державах.
Попри те, що зі сходженням Когукчхона на престол відбувся перехід від лествичного права до спадкування престолу за правом первородства, після його смерті трон все ж успадкував його брат Сансан.